# المنشلين
قرية المنشلين هي إحدى القرى التابعة لمركز قلين في محافظة كفر الشيخ في جمهورية مصر العربية. حسب إحصاءات سنة 2006، بلغ إجمالي السكان في المنشلين 4932 نسمة، منهم 2565 رجل و2367 امرأة.

## التاريخ
قرية المنشلين من القرى القديمة، واسمها الأصلي وقت الفتح الإسلامي لمصر بنشليل (بالإنجليزية: Banschalil)‏، وقد وردت باسم البنشليل في أعمال الغربية ضمن قرى الروك الصلاحي التي أحصاها ابن مماتي في كتاب قوانين الدواوين، كما وردت باسم البنشليل من أعمال الغربية من كفور شباس انباره في كتاب «التحفة السنية في أسماء البلاد المصرية» لابن الجيعان الذي حصر القرى المصرية بعد الروك الناصري الذي أجراه السلطان المملوكي الناصر محمد بن قلاوون سنة 715هـ/1315م. وفي العصر العثماني كان اسمها في تربيع سنة 933هـ/1527م الذي أجراه الوالي العثماني سليمان باشا الخادم في عصر السلطان العثماني سليمان القانوني المنشليل ضمن قرى ولاية الغربية، وفي تاريخ 1228هـ/1813م الذي عدّ قرى مصر بعد المسح الذي قام به محمد علي باشا باسم المنشلين ضمن قرى مديرية الغربية.